# Емі Бреннеман
Емі Фредеріка Бреннеман (англ. Amy Frederica Brenneman; нар. 22 червня 1964, Нью-Лондон, Коннектикут, США) — американська акторка, продюсерка, сценаристка та феміністка. П'ятиразова номінантка премії «Еммі» і триразова — «Золотого глобуса». У 1999 запустила телесеріал «Справедлива Емі». У 2002 році нагороджена премією «Жінки в кіно» за творчість на телебаченні, яка сприяла покращенню сприйняття жінок у суспільстві.

## Життєпис
Народилася в Нью-Лондоні, штат Коннектикут, у сім'ї Фредеріки Джоан (до шлюбу Шонфілд), судді Вищого суду штату Коннектикут, і Рассела Ленгдона Бреннемана молодшого, юриста з охорони довкілля. Тітка Емі, Беріл Д. Гайнс, — відома журналістка часів холодної війни. Мати Бреннеман — єврейка, яка приєдналася до конгрегаціоналістської церкви. Батько, який мав англійське, ірландське та швейцарське походження, — прибічник протестантизму.
Виросла в Гластонбері, штат Коннектикут, де в підлітковому віці брала участь у театральних постановках, як у школі Гластонбері, так і в місцевій театральній трупі. У 1987 році закінчила Гарвардський університет за спеціальністю «порівняльне релігієзнавство». Перебуваючи в Гарварді, співзаснувала театральну компанію «Корнерстоун» («Наріжний камінь», англ. Cornerstone Theatre Company), з якою подорожувала кілька років після закінчення навчання.
У 1995 році одружилася з режисером Бредом Сілберлінгом в саду будинку своїх батьків. Вони познайомилися на зйомках серіалу NYPD Blue. Мають двох дітей, Шарлотту Такер і Бодхі Рассела, у Пасадені.

## Кар'єра
Кар'єру Бреннеман розпочала 1992 року в серіалі CBS «Середньовіччя». Наступного року виконала першу головну роль — Дженіс Лікалсі, детективки відділу боротьби з організованою злочинністю в серіалі «Поліція Нью-Йорка». У 1994 році вона була номінована на премію «Еммі» за найкращу жіночу роль другого плану в драматичному серіалі, а наступного року — як найкраща запрошена акторка.
Після завершення роботи у «Поліції Нью-Йорка» Бреннеман розпочала кар'єру в кіно. 
У 1995 році з'явилася у фільмах «Прощавай, любове», «Каспер» та кримінальній драмі «Сутичка», за яку отримала визнання критики.
У 1996 році Бреннеман виконала головну жіночу роль разом із Сильвестром Сталлоне в трилері-катастрофі «Денне світло», а також знялася в іншому трилері — «Страх». 
У 1997 році зіграла провідну роль у незалежному драматичному фільмі «Невада». Наступного року знялася у фільмі «Ваші друзі та сусіди» режисера Ніла Лабута.
У сезоні 1998—1999 років вона повернулася на телебачення з періодичною роллю Фей Московіц в популярній комедії NBC «Фрейзер».
У 1999 році Бреннеман стала авторкою та виконавчою продюсеркою власного телесеріалу — «Справедлива Емі», в якому зіграла головну героїню — розлучену матір-одиначку, яка працює суддею цивільного суду в Гартфорді, штат Коннектикут. Концепція шоу була заснована на реальному досвіді її матері, Фредеріки Бреннеман, судді вищого суду в штаті Коннектикут. Фредеріка Бреннеман була однією з перших жінок-випускниць Гарвардського юридичного факультету та стала суддею суду у справах неповнолітніх у Коннектикуті, коли Емі було три роки. За словами Емі, вона «зобразила роботу своєї матері, а не свою матір». «Справедлива Емі» виходила на CBS шість сезонів (138 епізодів) з 19 вересня 1999-го по 3 травня 2005 року з хорошими рейтингами. У 2002 році авторка була нагороджена престижною премією «Жінки в кіно» (англ. Women in Film Crystal + Lucy Awards) на знак визнання творчості на телебаченні, яка сприяла покращенню сприйняття жінок у суспільстві.
У 2000 та 2005 роках Бреннеман знялася в незалежних фільмах режисера Родріго Гарсії: «Жіночі таємниці» (англ. Things You Can Tell Just by Looking at Her) та «Дев'ять життів». 
У 2007 році зіграла роль Сільвії Авіла у фільмі «Життя по Джейн Остін» (англ. The Jane Austen Book Club) за однойменним романом Карен Джой Фаулер.
У 2008 році Бреннеман разом із Аль Пачино знялася в картині «88 хвилин».
У березні 2007 року Бреннеман отримала роль лікарки Вайолет Тернер у спін-офі «Анатомії Грей» — «Приватна практика» (цей серіал Шонди Раймс виходив на ABC 26 вересня 2007 — 22 січня 2013 року).
У 2013 році вийшли фільми «Обличчя кохання» (англ. The Face of Love) та «Слова й картинки» (англ. Words and Pictures) за участю Бреннеман. Тоді ж акторка зіграла роль королеви Шотландії Марії де Гіз, матері головної героїні серіалу «Царство».
У 2014-2017 роках знімалася в драмі HBO «Залишені» разом із Джастіном Теру, у 2019-му — в серіалі «Голіаф», у 2021-му — в «Розкажи мені свої секрети» та фільмі «Донечка» разом із Джейсоном Момоа.

## Особисте життя
У 1995 році Бреннеман вийшла заміж за режисера Бреда Сілберлінга, у них двоє дітей: дочка Шарлотта Такер Сілберлінг (нар. 20.03.2001) та син Боді Рассел Сілберлінг (нар. 08.06.2005).

### Активізм
Бреннеман підписала петицію «Ми робили аборти», яка з’явилася в жовтневому номері феміністичного журналу «Ms. Magazine» за 2006 рік. Петиція містить підписи понад 5000 жінок, які заявляють, що вони зробили аборт і «не соромляться свого вибору».
У липні 2008 року Бреннеман була висунута кандидаткою від Unite for Strength на місце в національній керівній раді Гільдії кіноакторів (SAG) на виборах, запланованих на 18 вересня 2008 року. Пропозиція була успішною.
Бреннеман є рішучою прихильницею більш обмежувальних законів про зброю, і у 2009 році вона була ведучою гала-концерту Target for a Safe America в заміському клубі Riviera в Лос-Анджелесі для Центру Брейді із запобігання насильству щодо зброї, групи контролю над зброєю, яка виступає за обмежувальні закони про зброю.

## Основна фільмографія
- 2021 — Донечка / Sweet Girl — Діана Морган
- 2021 — Розкажи мені свої секрети (телесеріал) — Марі Берлоу
- 2019 — Голіаф (телесеріал) / Goliath — Діана Блеквуд
- 2017 — The Get (телефільм) — Еллен
- 2014—2017 — Залишені (телесеріал) — Лорі Ґарві
- 2014—2015 — Царство (телесеріал) — Марія де Гіз
- 2007—2013 — Приватна практика (телесеріал) — докторка Вайолет Тернер
- 2007 — Життя по Джейн Остін — Сильвія
- 2007 — Анатомія Грей (телесеріал) — докторка Вайолет Тернер
- 2007 — 88 хвилин — Шеллі Барнс
- 1999—2005 — Справедлива Емі (телесеріал) — Емі Грей
- 2005 — Дев'ять життів / Nine Lives (2005 film)
- 2004 — Лемоні Снікет: 33 нещастя
- 1999 — Mary Cassatt: An American Impressionist (телефільм) — Мері Кассат
- 1999 — ATF (телефільм) — агент Робін О'Браєн
- 1998—1999 — Фрейзер (телесеріал) — Фей Московіц
- 1998 — Ваші друзі та сусіди / Your Friends & Neighbors — Мері
- 1998 — Місто янголів — ангел за комп'ютером у бібліотеці (немає в титрах)
- 1997 — Темні конячки (Менші пророки) / Lesser Prophets — Енні
- 1997 — Невада / Nevada — Крісті
- 1996 — Денне світло — Мадлен Томпсон
- 1996 — Страх / Fear — Лора Волкер
- 1995 — Сутичка — Іді
- 1995 — Каспер — Амелія Гарві
- 1993—1994 — Поліція Нью-Йорка (телесеріал) / NYPD Blue — детективка Дженіс Лікалсі
- 1992 — Середньовіччя (телесеріал) / Middle Ages — Бланш